# خورشیدگرفتگی ۲۲ ژوئیه ۲۰۴۷
خورشیدگرفتگی ۲۲ ژوئیه ۲۰۴۷ (به انگلیسی: Solar eclipse of July 22, 2047) یک خورشیدگرفتگی از نوع خورشیدگرفتگی جزئی است. این خورشیدگرفتگی در تاریخ ۲۲ ژوئیه ۲۰۴۷ میلادی (‎۳۱ تیر ۱۴۲۶ خورشیدی) روی خواهد داد که زمان اوج آن، ساعت ۲۲:۳۶:۱۷ به‌وقت ساعت هماهنگ جهانی است.